# Intel GMA
Intel Graphics Media Accelerator, Intel GMA — линейка графических контроллеров компании Intel, интегрированных в чипсеты Intel для материнских плат компьютеров (как правило, массовое применение).

Intel Graphics Media Accelerator (Intel GMA) is part of the product name for specific Intel graphics controllers such as the Intel GMA 900
Graphics controller – A term used to describe the graphics hardware in a computer
Intel GMA является наследником более ранних технологий — Intel Extreme Graphics и Intel Extreme Graphics 2.

## Графические ядра
Линейка Intel GMA (Graphics Media Accelerator) графических процессоров Intel заменяет предыдущую «Intel Extreme Graphics», дискретные AGP- и PCI-карты Intel i740, а также интегрированную версию Intel 740 в чипсете Intel 810.
Первые представители архитектуры GMA поддерживали только несколько функций на аппаратном уровне, и полагались на центральный процессор для обработки многих функций графического конвейера, что приводило к посредственной производительности. Однако в 2006 году, с появлением 4-го поколения Intel GMA (GMA X3000), многие функции были возложены на аппаратные средства графического процессора, что обеспечило существенный прирост производительности. GMA 4-го поколения сочетает блоки с фиксированными функциями с потоковым массивом программируемых блоков, обеспечивая преимущества как для обработки графики, так и для ускорения и обработки видео. Многие из преимуществ новой архитектуры GMA исходят из способности гибко переключаться по мере необходимости между выполнением графических задач и задач по обработке видеоданных. Хотя производительность встроенных решений Intel в прошлом считалась недостаточной для компьютерных игр, последнее поколение GMA должно устроить уровнем производительности многих неискушенных игроков в играх прошлых лет.
Несмотря на сходство, основная серия Intel GMA IGPs не основана на технологиях PowerVR, лицензированных у Imagination Technologies. Intel стала использовать маломощные процессоры PowerVR MBX в чипсетах, поддерживающих платформу XScale, а после продажи XScale в 2006 году лицензию на PowerVR SGX использовали для ядра GMA 500 IGP, которое предназначено для процессоров на платформе Intel Atom.

### Модели первого поколения

#### GMA 900
GMA 900 был первым графическим ядром производства корпорации Intel под именем Graphics Media Accelerator, он был интегрирован в наборы системной логики Intel 910G, 915G и 915Gx.
3D-архитектура GMA 900 была значительно переработана по сравнению с предыдущими графическими процессорами Extreme 3D. Особенности: скорость обработки 4 пикселя за такт, поддержка шейдерной модели 2.0 и DirectX 9. Рабочая тактовая частота, в зависимости от чипсета, в диапазоне от 160 до 333 МГц. Так, на частоте 333 МГц имеет пиковую скорость заливки 1 332 млн пикселей в секунду. Однако, архитектура до сих пор не имеет блоков для выполнения Hardware T&L (аппаратной трансформации и освещения) и вершинных шейдеров.
Как и в предыдущих интегрированных графических ядрах, Intel GMA 900 имеет аппаратную реализацию для расчета компенсации движения в MPEG-2, преобразования цветового пространства и overlay DirectDraw.
Процессор использует различные тактовые генераторы для блоков отображения и обработки. Блок отображения содержит 400-МГц ЦАП ОЗУ (RAMDAC), два последовательных порта DVO со скоростью 25—200 мегапикселов в секунду и 2 контроллера отображения. В мобильных чипсетах включено до двух 18-битных передатчика LVDS, работающих на частоте 25—112 МГц.

#### GMA 950
GPU второго поколения GMA 950 также был представлен Intel как «Gen 3.5 Integrated Graphics Engine». Он используется в чипсетах Intel 940GML, 945G, 945GU и 945GT.  Максимальная тактовая частота ядра - до 400 МГц (на Intel 945G, 945GC, 945GZ, 945GSE), теоретическая скорость заполнения пикселами увеличена до 1600 мегапикселей/с.
Ядро GMA 950 не имеет аппаратного блока трансформации и освещения (T&L), и поддержка этих функций реализована программно. Особенность реализации поддержки DirectX 9 и Shader Model 3.0 заключается в том, что вершинные шейдеры также выполняются программно.
Объём видеопамяти GMA950 до 224 МБ.

#### GMA 3000
Ядро версии GMA 3000 реализовано в 946GZ, Q965 и Q963.
Несмотря на схожесть названия с ускорителями более новой серии X3000, в GMA 3000 используется старое ядро GMA 950, которое было ускорено. Особенность этого ядра заключается в том, что аппаратная поддержка DirectX 9 и Shader Model 3.0 реализована не полностью и вершинные шейдеры исполняются программно. Кроме этого, аппаратное ускорение видео — такое как аппаратные IDCT вычисления, ProcAmp (видеопоток с независимой коррекцией цвета), VC-1 декодирование — не реализованы аппаратно. Только в чипсетах Q965 GMA 3000 имеет поддержку двух независимых дисплеев. Частота ядра составляет 400 МГц (скорость заполнения — 1,6 гигапикселя/с), но по документации проходит как 667-МГц ядро.
Контроллер памяти может адресовать максимально 256 МБ памяти. DVO-контроллеры получили частоту, увеличенную до 270 мегапикселей/с.

#### GMA 3100
Чипсеты G31, G33, Q33, Q35 содержат ядро GMA 3100, которое частично поддерживает DirectX 9.0c. Это ядро похоже на GMA 3000, в том числе отсутствием аппаратного ускорения вершинных шейдеров. RAMDAC понижен в частоте до 350 МГц, а скорости DVO-портов были снижены до 225 мегапикселей/с.

#### GMA 3150
Модификация ядра 3100. Данный чип слабее, чем GMA X3100, и архитектурно ближе к GMA 950. Используется в процессорах Atom D510 и D410.

### Модели второго поколения

#### GMA X3100
Мобильная модификация ядра 3100. Поддерживает DX10, SM4 и OpenGL 1.5 и имеет частоты 500/667MHz. Используется в чипсетах GM965, GME965, GL960, GLE960. Пиксельные шейдеры Модели 3.0 реализованы в драйверах Intel® GMA X3х00 начиная с августа 2007 года, хотя оставлена и возможность переключения на программный T&L.
Объём памяти GMA X3100 — до 384 МБ.

#### GMA X3500
Поддерживает DX10, SM4 и OpenGl 2. Используется в чипсете G35. Пиксельные шейдеры модели 4.0 реализованы в драйверах Intel® GMA X3х00 начиная с 2008 года, хотя оставлена и возможность переключения на программный T&L.

#### GMA X4500
В чипсет GM45/GS45 входит встроенное в решение видеоподсистемы 5-го поколения, Intel Graphics Media Accelerator 4500MHD (Intel GMA 4500MHD), которое позволяет использовать все возможности графического интерфейса Microsoft Windows Aero, обеспечивает воспроизведение видео в формате HD с полным аппаратным декодированием AVC/VC1/MPEG-2 (только GMA X4500HD) и полную аппаратную поддержку дисководов Blu-ray. Расширенная поддержка HDTV с интегрированными портами HDMI и DisplayPort, поддерживающими разрешение до 1080p.